# Rebild
Rebild er en lille by i det centrale Himmerland med 606 indbyggere  (2024), beliggende Skørping Sogn to kilometer vest for Skørping ved kanten af Rold Skov. Rebild ligger i Region Nordjylland og hører til Rebild Kommune.
Byen kendes først og fremmest for Rebild Bakker der hvert år 4. juli danner rammen om en folkefest mellem dansk-amerikanere og danskere, som regel med berømte gæster blandt deltagerne.
En række seværdigheder omkring Rebild er samlet under betegnelsen Rold Skov Museerne, som omfatter en bred samling museer, seværdigheder og aktiviteter:
- Rebildcentret med Thingbæk Kalkminer
- Spillemands- Jagt- og Skovbrugsmuseet - også kendt som Spillemandsmuseet og hjemsted for Rebild Spillemændene
- Blokhusmuseet (Lincoln Log Cabin)
- Buderup Ødekirke - kirke med rødder tilbage til 1100-tallet og nedlagt 1907 (anvendes til bl.a. koncerter og kunstudstillinger)
- Bælum Mølle - vindmølle vedligeholdt af Bælum Møllelaug
- Lars Kjærs Hus - museum for krybskytten Lars Kjær og hans kone Marie
- Museumskælderen i Støvring - i kælderen under Bavnebakkeskolen
- Cirkusmuseet i Rold - vinterkvarter for det tidligere Cirkus Miehe

## Indbyggertal
| År   | Antal indbyggere |
| ---- | ---------------- |
| 1997 | 622              |
| 2007 | 630              |
| 2008 | 612              |
| 2009 | 614              |
| 2010 | 618              |
| 2011 | 620              |
| 2012 | 617              |
| 2013 | 617              |
| 2017 | 620              |
| 2021 | 607              |